# Gragnano
Gragnano è un comune italiano di 27 592 abitanti della città metropolitana di Napoli in Campania.
È conosciuta a livello europeo come la Città della Pasta. In Italia è infatti la città che produce ed esporta la maggior quantità di pasta, soprattutto maccheroni.
Dal 2013, la tipicità della produzione di pasta ha avuto il riconoscimento europeo dell'Indicazione geografica protetta "Pasta di Gragnano".

## Geografia fisica
È situata nella parte sud della città metropolitana di Napoli ai piedi dei Monti Lattari, circondata quasi interamente dai monti: il Monte Muto, Monte Sant'Erasmo, il Colle di Carpeneto e infine il Monte Pendolo.

## Storia

### Le origini e il periodo romano
I primi insediamenti che diventeranno poi Gragnano risalgono al I secolo a.C., quando qui abitava l'antica popolazione italica degli Osci, che parlavano appunto la lingua osca.
Nell'89 a.C. si assiste alla nascita del primo nucleo urbano vero e proprio. Arrivò il console Lucio Cornelio Silla per domare la rivolta della vicina città di Stabia. Silla eresse in territorio gragnanese una fortificazione, l'oppidum sillanum da cui deriva l'attuale Sigliano. I rivoltosi stabiani si rifugiarono a Gragnano dando vita a un centro urbano che venne chiamato granianum, nome probabilmente derivato dalla gens Grania che qui aveva possedimenti. L'economia del piccolo centro era un'economia agricola. I ritrovamenti di antiche ville romane ci dimostrano che la popolazione era dedita all'agricoltura, in particolare alla coltivazione dell'olivo, della vite, del frumento e della frutta. Nelle località alte, la popolazione si dedicava all'allevamento e alla caccia, grazie alla selvaggina che abbondava nelle fitte foreste montane. Nel 79 d.C. Gragnano fu nuovamente meta di emigranti. La catastrofica eruzione del Vesuvio che distrusse Pompei, Ercolano e Stabiae spinse molti stabiesi a rifugiarsi nel piccolo centro allargando così il nucleo urbano.

### Dalle invasioni barbariche al Regno d'Italia
Il periodo che va dal V al X secolo d.C., epoca successiva al crollo dell'impero romano, è molto travagliato. I gragnanesi, come molte altre popolazioni dell'impero, per difendersi dai continui attacchi delle popolazioni barbariche, si rifugiarono sulle montagne dove costruirono le fortificazioni di Castello e di Aurano. Nel X secolo il territorio venne annesso pacificamente, tramite accordi, alla Repubblica marinara di Amalfi che si munì del castello di Lettere e di Gragnano per difendersi le spalle. Il castello di Gragnano, munito di tre cinta di mura costituiva, con il castello di Pino, il castello di Lettere, la torre Massi, nell'omonimo fondo ad Aurano, ed il castello di Pimonte erano il baluardo difensivo verso nord della zona. Così Gragnano cadde nel 1131 nelle mani dei normanni che conquistarono il Ducato di Napoli.
La cittadina fu continuamente saccheggiata e, fino all'ascesa al trono di Napoli di Guglielmo II, sopravvisse come regio demanio, qui cominciò un periodo di prosperità economica, caratterizzato dalla nascita dei primi pastifici, periodo che non mancò di catastrofi, come l'epidemia di peste del 1656 e i terremoti del 1684 e 1694, che provocarono molti morti e ingenti danni.

### Dal Regno d'Italia ai giorni nostri

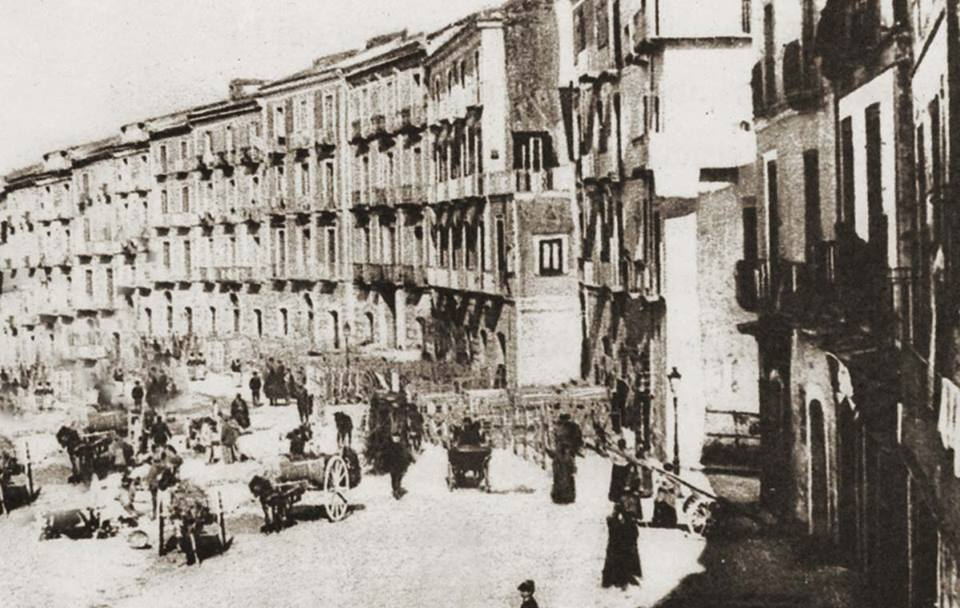
Antica veduta di via Roma

Nel 1861 Gragnano, a seguito della sconfitta del Regno delle Due Sicilie, passò sotto il controllo del sabaudo Regno d'Italia. Come in tutto il territorio del regno napoletano tra il 1861 e il 1869, anche qui si verificarono molti episodi del cosiddetto brigantaggio. I briganti (che erano in realtà partigiani del Re Francesco II di Borbone e strenui oppositori del nuovo regno dei Savoia) si rifugiavano infatti sulle montagne circostanti per scampare all'esercito piemontese. Gli anni della prima guerra mondiale misero in crisi l'economia locale e la cittadina ebbe 300 caduti per la patria. La seconda guerra mondiale fu altrettanto catastrofica. Gragnano fu pesantemente bombardata dagli alleati, che distrussero Piazza Trivione e San Vito. Anche il dopoguerra fu un periodo difficile. La situazione di generale arretratezza del Meridione colpì anche la cittadina. Molte attività economiche, come i pastifici, chiusero e molti gragnanesi furono costretti ad emigrare al nord in cerca di lavoro. Nonostante ciò la popolazione continuò a crescere e il boom demografico portò Gragnano da piccolo centro agricolo qual era alla cittadina attuale di circa trentamila abitanti. L'urbanizzazione che incalza dagli anni settanta in poi riguarda tutto il territorio comunale e in particolare l'area di via Castellammare. Il 1980 fu un anno importante: la frazione di Santa Maria la Carità si staccò diventando un comune autonomo, mentre il 23 novembre dello stesso anno Gragnano venne colpita dal terremoto dell'Irpinia che provocò ingenti danni. Il 9 gennaio 2024 Gragnano è stata insignita del titolo di città con decreto del presidente della Repubblica Sergio Mattarella.

### Simboli
Stemma
Lo stemma è stato riconosciuto con decreto del capo del governo del 1º febbraio 1936.
Gonfalone
Bandiera

## Monumenti e luoghi d'interesse
Sul territorio sono presenti mura di cinta, cinque torri e due porte che testimoniano l'antichità di questa città. Tali ruderi fanno risalire ad un castello risalente, secondo alcuni, alla fine del XII secolo. È presente anche l'unico arco napoleonico di tutta la Campania, tra l'altro recentemente ristrutturato per mantenere lo stato in essere, sito in via Quarantola.

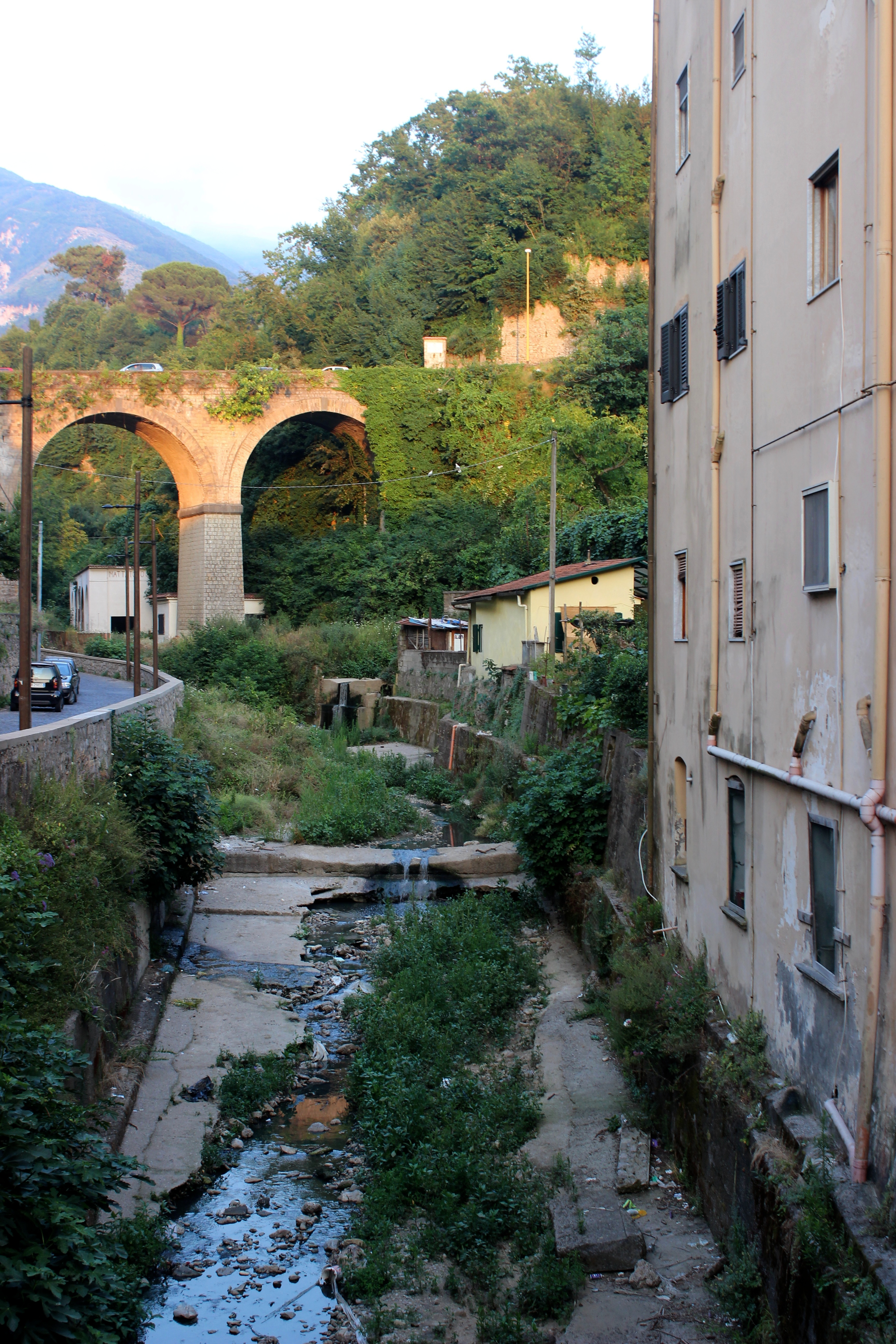
La Valle dei Mulini di Gragnano

Da visitare è il famoso artistico presepe situato nella Valle dei Mulini, realizzato dalla passione e dall'ingegno degli artigiani locali, i quali, spinti dall'amore per la tradizione natalizia, hanno dato vita al primo presepio nel 1969. Il presepio allora, ubicato in una posizione e area del paese dall'ambiente rurale, contribuì a dare un tocco realistico al complesso.
Vi sono poi la chiesa di Santa Maria dell'Assunta, ex sede dell'arcipretura ove è conservata un'antica scultura romanica, la chiesa della Madonna del Carmine, la chiesa del Corpus Domini, la parrocchia di Sant'Erasmo e la chiesa di San Sebastiano, sede della parrocchia di San Giovanni Battista, conosciuta anche come chiesa del Rosario, in quanto è annessa all'omonima Congrega, e il santuario della Madonna Incoronata.

## Società

### Evoluzione demografica
Abitanti censiti

### Etnie e minoranze straniere
Al 31 dicembre 2023 vi erano 340 residenti stranieri, pari all'1,27% della popolazione.

## Economia

### Gragnano città della pasta

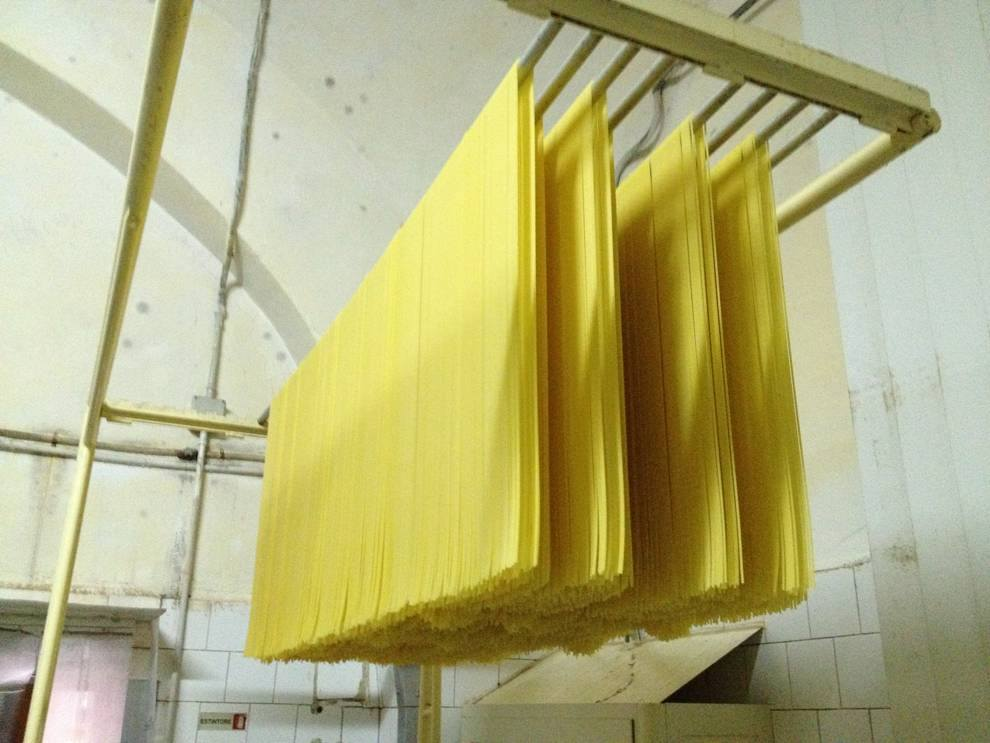
La pasta di Gragnano

La produzione della pasta, in particolare dei maccaroni, che ha reso famosa Gragnano nel mondo, risale alla fine del XVI secolo quando compaiono i primi pastifici a conduzione familiare. Gragnano era allora già famosa per la produzione dei tessuti (da qui piazza Aubry deve il nome popolare di "piazza Conceria"). La produzione dei maccaroni diventò veramente importante solo a partire dalla metà del XVII secolo quando la maggior parte dei gragnanesi si dedicò alla produzione della pasta. La produzione dell'"oro bianco" era ed è favorita da particolari condizioni climatiche, come una leggera aria umida che permette la lenta essiccazione dei maccaroni, e la qualità dell'acqua sorgiva che alimentava i mulini e contribuiva a conferire un gusto particolare all'impasto. L'industria pastaia venne aiutata da ben 30 mulini ad acqua, i ruderi di alcuni di questi si possono ammirare nella "Valle dei Mulini".
Intanto il settore dell'industria tessile entrava in crisi e chiuse definitivamente nel 1783 per una morìa dei bachi che bloccò la produzione della seta. Da allora i gragnanesi si dedicarono alla "manifattura della pasta". L'epoca d'oro della pasta di Gragnano è l'Ottocento. In questo secolo sorsero grandi pastifici a conduzione non familiare lungo via Roma e piazza Trivione che diventarono così il centro di Gragnano. I pastifici infatti esponevano i maccheroni ad essiccare proprio in queste strade. La produzione dei maccaroni non rallentò dopo l'Unificazione, anzi. Dopo il 1861 i pastifici gragnanesi si aprirono ai mercati di città come Torino, Firenze e Milano. La produzione della pasta raggiunse quindi l'apice, al punto che il comune divenne il secondo polo molitorio e pastario del sud dopo Torre Annunziata. Gragnano addirittura ottenne l'apertura di una stazione ferroviaria per l'esportazione dei maccheroni che collegava Gragnano a Napoli e quindi all'intero Paese. Il 12 maggio 1885, all'inaugurazione erano presenti nientemeno che il re Umberto I e sua moglie, la regina Margherita di Savoia. Successivamente i pastifici si ammodernarono. Arrivò l'energia elettrica e con questa i moderni macchinari che sostituirono gli antichi torchi azionati a mano, al punto che l'Azienda Garofalo, con due stabilimenti nella cittadina e di proprietà del gragnanese Alfonso Garofalo, sindaco nel periodo 1906-1910, divenne il primo pastificio per estensione e capacità produttiva della Campania. Il Novecento fu però un secolo difficile per la città della pasta. Le due Guerre Mondiali fecero entrare in crisi la produzione della pasta gragnanese che nel Dopoguerra dovette affrontare la concorrenza dei grandi pastifici del Nord Italia, che disponevano di capitali maggiori. Il terremoto del 1980 aggravò la situazione e ridusse il numero di pastifici a sole 8 unità. Nonostante i tanti problemi, Gragnano continua a essere la città della pasta. Oggi i pastifici puntano ad una produzione di qualità e propongono itinerari turistici alla scoperta della produzione di quella pasta che ha reso Gragnano famosa in tutto il mondo.

### Gragnano città del vino
Gragnano è anche famosa per la produzione di vino. Il più conosciuto è senz'altro il Gragnano extra DOC.

### Gragnano città dei tessuti e dei costumi da bagno
Gragnano vanta anche una produzione di tessuti, in particolar modo di costumi da bagno. I costumi, la cui produzione arrivò ad ammontare a circa il 20% della produzione nazionale tra gli anni 70 e 90, vengono prodotti in piccoli laboratori artigianali a conduzione familiare sparsi sul territorio comunale.

### Gragnano città del Panuozzo
Il panuozzo è la più recente tra le tradizioni di Gragnano; esso è una specialità alimentare nata nella metà degli anni ottanta e si colloca tra i prodotti da forno. In quel periodo a Gragnano si contavano meno di 10 pizzerie, che, con l'avvento della novità gastronomica, quindi con un aumento vertiginoso della clientela proveniente da tutta l'area circostante della Città metropolitana di Napoli, ma non solo, in appena due decenni hanno superato le 50 unità di numero. Per celebrare la nascita, la diffusione e la bontà del Panuozzo ogni anno ricorre la famosa Festa, o Sagra, del Panuozzo.

## Geografia antropica

### Frazioni
- Aurano: Situata alle pendici del monte Sant'Erasmo. Vi sono due chiese: quella dedicata a Sant'Aniello e la chiesa di Sant'Erasmo ormai chiusa e in disuso.
- Caprile: Sorge ad un'altitudine di 180m s.l.m. È presente la chiesa di San Ciro.
- Castello: L'antico castrum fortificato del ducato amalfitano. Secondo lo storico amalfitano Pansa ebbe tre cinte murarie. Il primo documento che ne parla risale al 1077, anche se una lapide a oggi dispersa e citata da Liguori, riporta l'esistenza di un'arcipretura e di un probabile insediamento già nel IX secolo. È presente la chiesa di Santa Maria Assunta.
- Juvani (o Iuvani): la strada più importante su cui si arrampica il centro abitato è via Aiellara. Questa frazione confina con Franche, frazione di Pimonte.
- San Nicola dei Miri: qui si trova la chiesa della Madonna del Carmine ed è la frazione più vicina al centro di Gragnano. Conta anche un rione: Rione del Carmine.

### Località
Le principali località del comune di Gragnano, oltre al centro cittadino, sono:
- Ogliaro
- Ponte Carmiano
- Ponte Trivione ("Ponte di Ferro")
- Saletta
- Sigliano (sviluppata sulla S.S. Per Agerola Ex SS366)
- Madonna Delle Grazie
- Parco Imperiale

## Infrastrutture e trasporti

### Strade
Gragnano raggiungibile tramite lo svincolo sulla strada statale 145 var (una diramazione a scorrimento veloce della strada statale 145 Sorrentina).

### Ferrovie
Dopo il 1861 i pastifici gragnanesi si aprirono ai mercati di città come Torino, Firenze e Milano. La produzione della pasta raggiunse quindi l’apice. Gragnano addirittura ottenne l’apertura di una stazione ferroviaria per l’esportazione dei maccheroni che collegava Gragnano a Napoli e quindi all’intero Paese. Il 12 maggio 1885 all’inaugurazione erano presenti il Re Umberto I e sua moglie, la Regina Margherita di Savoia. Gragnano era raggiunta dalla ferrovia Torre Annunziata - Castellammare di Stabia - Gragnano fino al 2010, quando a causa dello scarso traffico di passeggeri è stata chiusa in via provvisoria. La stazione si trova al centro della città e un'altra stazione, sempre sulla stessa linea si trovava al confine con Castellammare di Stabia e prendeva il nome di "Madonna delle Grazie".

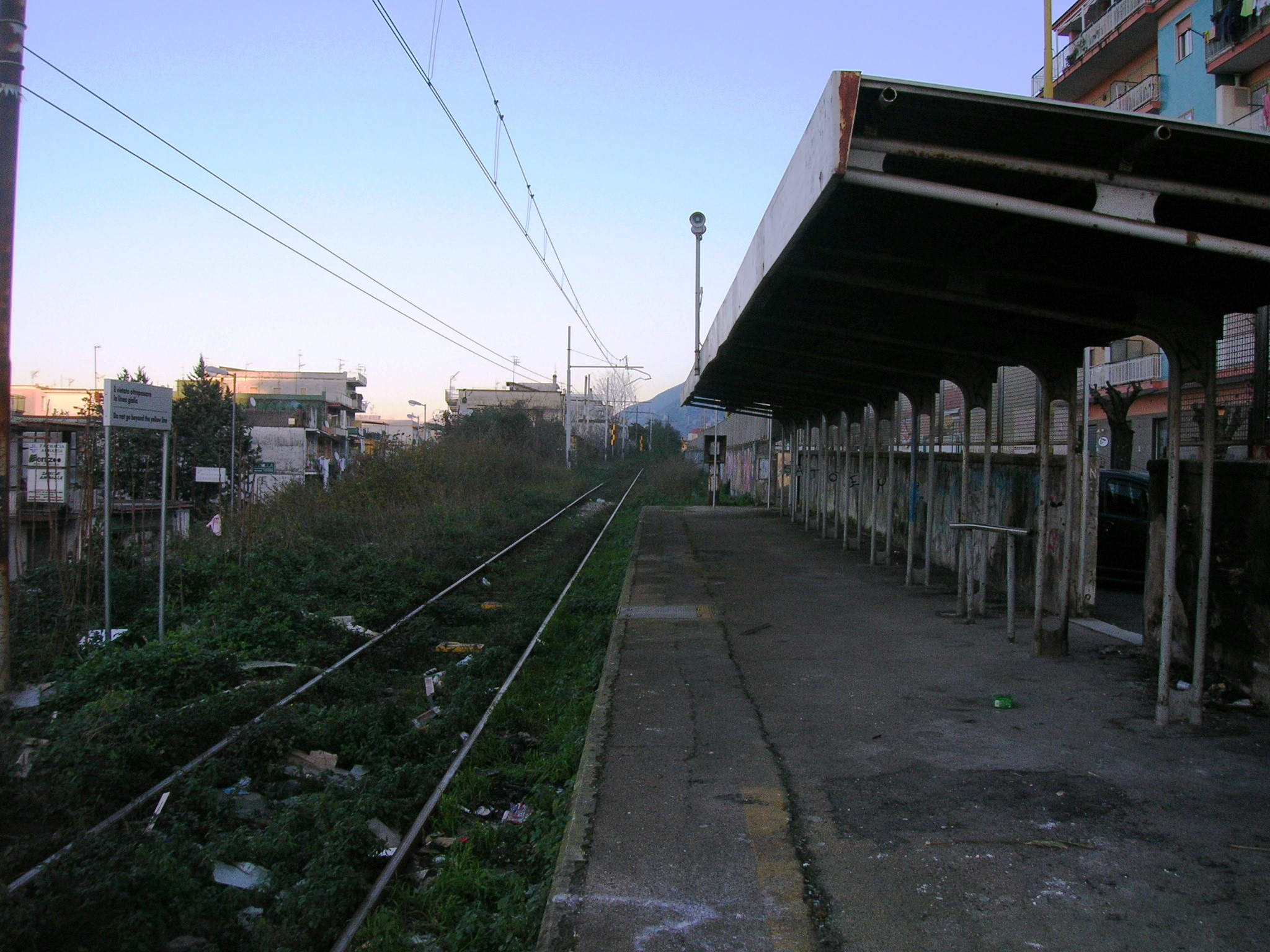
La Stazione di Madonna delle Grazie

### Mobilità urbana
Da Gragnano tramite il servizio di autobus fornito dalla Sita Sud è possibile raggiungere i vari comuni limitrofi, mentre alcuni autobus della compagnia Universal la collegano all'Università degli studi di Fisciano garantiti. È inoltre presente il servizio taxi.

## Amministrazione
Di seguito è presentata una tabella relativa alle amministrazioni che si sono succedute in questo Comune.
| Periodo | Periodo   | Primo cittadino                                   | Partito                            | Carica              | Note          |
| ------- | --------- | ------------------------------------------------- | ---------------------------------- | ------------------- | ------------- |
| 1988    | 1992      | Antonio Di Massa                                  | Democrazia Cristiana               | Sindaco             | [ 16 ]        |
| 1992    | 1993      | Giovanni Di Nola                                  | Democrazia Cristiana               | Sindaco             | [ 16 ]        |
| 1993    | 1997      | Sergio Troiano                                    | -                                  | Sindaco             | [ 16 ]        |
| 1997    | 1999      | Sergio Troiano                                    | Partito Democratico della Sinistra | Sindaco             | [ 16 ]        |
| 1999    | 2000      | Guglielmo My                                      |                                    | Comm. straordinario | [ 16 ]        |
| 2000    | 2004      | Michele Serrapica                                 | centro-destra                      | Sindaco             | [ 16 ]        |
| 2004    | 2005      | Paola Spena                                       |                                    | Comm. straordinario | [ 16 ]        |
| 2005    | 2009      | Michele Serrapica                                 | Forza Italia                       | Sindaco             | [ 16 ]        |
| 2009    | 2009      | Umberto Cimmino                                   |                                    | Comm. pref.         | [ 16 ]        |
| 2009    | 2012      | Annarita Patriarca                                | centro-destra                      | Sindaco             | [ 16 ]        |
| 2012    | 2014      | Francesco Greco, Salvatore La Rosa, Rosalia Mazza |                                    | Comm. straordinario | [ 16 ] [ 17 ] |
| 2014    | 2016      | Paolo Cimmino                                     | lista civica                       | Sindaco             | [ 16 ]        |
| 2016    | 2016      | Donato Giovanni Cafagna                           |                                    | Comm. pref.         | [ 16 ]        |
| 2016    | 2021      | Paolo Cimmino                                     | lista civica                       | Sindaco             | [ 16 ]        |
| 2021    | in carica | Aniello D'Auria                                   | lista civica                       | Sindaco             | [ 16 ]        |